# Szczebrzeszyn (stacja kolejowa)
Szczebrzeszyn – kolejowa stacja techniczna na terenie wsi Brody Małe w gminie Szczebrzeszyn, w województwie lubelskim, w Polsce.
Od czerwca 2023 roku stacja nie obsługuje ruchu pasażerskiego. Obsługę tę przejął pobliski przystanek Szczebrzeszyn.

## Ruch pasażerski
| Rok  | Wymiana pasażerska na dobę |
| ---- | -------------------------- |
| 2017 | 0-9                        |
| 2022 | 0-9                        |